# Hiệp hội Thể thao Trí tuệ Quốc tế

Logo của Hiệp hội Thể thao Trí tuệ Quốc tế

Hiệp hội Thể thao Trí tuệ Quốc tế (Tiếng Anh: International Mind Sports Association hoặc IMSA) là hiệp hội của các Liên đoàn quốc tế Bridge, Cờ vua, Cờ đam, Cờ vây, Cờ tướng, Mạt chược và Trò chơi bài, cụ thể là Liên đoàn Bridge Thế giới (WBF), Liên đoàn Cờ vua Thế giới (FIDE), Liên đoàn Cờ đam Thế giới (FMJD), Liên đoàn cờ vây quốc tế (IGF), Liên đoàn cờ tướng thế giới (WXF), Liên đoàn Mạt chược quốc tế (MIL) và Liên đoàn Trò chơi bài quốc tế (FCG). IMSA là thành viên của SportAccord (tên chính thức là Hiệp hội Liên đoàn Thể thao Quốc tế) và được thành lập ngày 19 tháng 4 năm 2005 trong Đại hội đồng GAISF. IMSA có trụ sở tại Lausanne, Thụy Sĩ.

## Thành viên
Tính đến năm 2018 Hiệp hội Thể thao Trí tuệ Quốc tế có 7 thành viên bao gồm:
| Môn          | Cơ quan                         | Thành viên |
| ------------ | ------------------------------- | ---------- |
| Cờ vua       | Liên đoàn Cờ vua Quốc tế (FIDE) | 2005       |
| Cờ đam       | Liên đoàn Cờ đam Quốc tế        | 2005       |
| Cờ vây       | Liên đoàn Cờ vây quốc tế        | 2005       |
| Bridge       | Liên đoàn Bridge thế giới       | 2005       |
| Cờ tướng     | Liên đoàn Cờ tướng thế giới     | 2015       |
| Mạt chược    | Liên đoàn Mạt chược quốc tế     | 2017       |
| Trò chơi bài | Liên đoàn Trò chơi bài quốc tế  | 2018       |